# Pugilato ai Giochi della IX Olimpiade
Le competizioni di pugilato dei Giochi della IX Olimpiade si svolsero dal 7 all'11 agosto 1928 al Krachtsportgebouw di Amsterdam. Il programma ha visto la disputa di 8 categorie.

## Podi
| Categoria                    | Oro                | Argento        | Bronzo           |
| Pesi mosca (dettagli)        | Antal Kocsis       | Armand Apell   | Carlo Cavagnoli  |
| Pesi gallo (dettagli)        | Vittorio Tamagnini | John Daley     | Harry Isaacs     |
| Pesi piuma (dettagli)        | Bep van Klaveren   | Víctor Peralta | Harry Devine     |
| Pesi leggeri (dettagli)      | Carlo Orlandi      | Steve Halaiko  | Gunnar Berggren  |
| Pesi welter (dettagli)       | Ted Morgan         | Raúl Landini   | Ray Smillie      |
| Pesi medi (dettagli)         | Piero Toscani      | Jan Heřmánek   | Léonard Steyaert |
| Pesi mediomassimi (dettagli) | Víctor Avendaño    | Ernst Pistulla | Karel Miljon     |
| Pesi massimi (dettagli)      | Arturo Rodríguez   | Nils Ramm      | Jakob Michaelsen |

## Medagliere
| Posizione | Paese          |   |   |   | Totale |
| --------- | -------------- | - | - | - | ------ |
| 1         | Italia         | 3 | 0 | 1 | 4      |
| 2         | Argentina      | 2 | 2 | 0 | 4      |
| 3         | Paesi Bassi    | 1 | 0 | 1 | 2      |
| 4         | Ungheria       | 1 | 0 | 0 | 1      |
| 4         | Nuova Zelanda  | 1 | 0 | 0 | 1      |
| 6         | Stati Uniti    | 0 | 2 | 1 | 3      |
| 7         | Svezia         | 0 | 1 | 1 | 2      |
| 8         | Francia        | 0 | 1 | 0 | 1      |
| 8         | Cecoslovacchia | 0 | 1 | 0 | 1      |
| 8         | Germania       | 0 | 1 | 0 | 1      |
| 11        | Canada         | 0 | 0 | 1 | 1      |
| 11        | Danimarca      | 0 | 0 | 1 | 1      |
| 11        | Sudafrica      | 0 | 0 | 1 | 1      |
| 11        | Belgio         | 0 | 0 | 1 | 1      |
| Totale    | Totale         | 8 | 8 | 8 | 24     |